# Bloc d'action nigérien
Le Bloc d'action nigérien (BNA) est un ancien parti politique du territoire français d'outre-mer du Niger. Il n'a eu qu'une brève existence en 1956.

## Historique
Le Bloc d'action nigérien voit le jour en novembre 1955 lorsque le parti de l'Union progressiste nigériane (UPN) dirigé par Georges Condat fusionne avec un groupe d'anciens membres du parti de l'Union des Nigériens Indépendants et Sympathisants (UNIS) dirigé par Adamou Mayaki et Issoufou Saïdou Djermakoye. Avec Georges Condat et Ikhia Zodi l'UNIS avait fourni les deux députés qui représentaient le Niger à l'Assemblée nationale française depuis 1951. Condat avait quitté l'UNIS pour fonder l'UPN en 1953.
Le Bloc d'action nigérien est fondée officiellement en tant que parti politique le 16 mai 1956 et Georges Condat en devient le chef. Aux élections à l'Assemblée nationale française le 2 janvier 1956, l'UNIS perd les deux sièges : un siège revient au candidat BNA Georges Condat, l'autre à Hamani Diori du Parti progressiste nigérien (PPN-RDA).
Le 19 novembre 1956, le BNA fusionne avec l'Union démocratique du Niger (UDN) dirigée par Djibo Bakary pour former la section nigériane du Mouvement socialiste africain (MSA), appelée plus tard Sawaba. De nombreux anciens membres du BNA, dont Yacouba Sido, quittent le Sawaba en 1958 et rejoignent le Parti progressiste nigérien (PPN-RDA) lorsque le Sawaba, contrairement au PPN-RDA, préconise l'indépendance immédiate du Niger par rapport à la France.

## Littérature
- (en) The Rôle of "Traditionalist" Parties in Niger, 1948–1960., vol. 16, 1975